# Yūka Maeda
Yūka Maeda (in giapponese  (前田忧佳?, Maeda Yūka)?; Chiba, 28 dicembre 1994) è una cantante giapponese.

## Carriera
Yūka Maeda è entrata nell'Hello! Project nel 2004, all'età di 10 anni, superando l'audizione assieme ad altre 32 ragazze. Iniziò a prendere lezioni di canto e ballo per i due anni successivi e dal 2006 partecipò a vari concerti delle Morning Musume come ballerina di supporto. Nel 2007 ottiene un ruolo nel musical Soto wa Shiroi Haru no kumo, che venne poi distribuito in dvd.
Tra il 2008 e il 2009, entra nella nuova unità, chiamata High-re, al fianco di Reina Tanaka e Ai Takahashi, e nel gruppo creato appositamente per cantare le canzoni dell'anime Shugo Chara!, le Shugo Chara Eggs, con Kanon Fukuda e Ayaka Wada. Nel 2009 fu annunciato dal produttore dell'Hello!Project che sarebbe nato un nuovo gruppo, le Smileage, di cui Maeda avrebbe fatto parte assieme a Kanon Fukuda, Ayaka Wada e Saki Ogawa.
Maeda annunciò che si sarebbe ritirata dal mondo dello spettacolo alla fine del 2011, per continuare i suoi studi.